# Гульнево (Северное сельское поселение)
Гульнево — деревня в Северном сельском поселении Сусанинского района Костромской области России.

## История
С 30 декабря 2004 года, в соответствии с Законом Костромской области № 237-ЗКО, входит в состав муниципального образования Северное сельское поселение.

## География
Расположена в 17 км к юго-юго-западу от Сусанино и в 40 км к северо-востоку от Костромы. В 1-1,5 км к северу от деревни находятся село Северное и прилегающие к ней деревни Починок и Запрудня.

## Население
| 2008 | 2010 | 2014 |
| ---- | ---- | ---- |
| 18   | ↘5   | ↗18  |

## Инфраструктура
Личное подсобное хозяйство.

## Транспорт
По окраине деревни проходит автодорога Судиславль — Северное, в полукилометре к северу от деревни она примыкает к автодороге Кострома — Буй.